# 八ヶ山遊園
八ヶ山遊園（はっかやまゆうえん）は、富山県婦負郡長岡村針原（現富山市八ヶ山）にかつて存在した遊園地である。

## 概要
八ヶ山とは呉羽丘陵の北端にあたる標高30メートルの丘陵で、一帯の大字である八ヶ山はこの名に由来する。かつては婦負郡長岡村に属し、1954年（昭和29年）3月1日からは婦負郡呉羽町を形成する大字針原であったが、呉羽町が富山市に合併した1965年（昭和40年）4月1日より既に同市内に属する針原と紛らわしいため、近隣の針原新と共に八ヶ山という大字を名乗るようになった。八ヶ山遊園は1929年（昭和4年）より同地において越中鉄道が開業した遊園地で、戦前は多くの人々が訪れ賑わう県内有数の観光地であった。然るに戦後は衰退し、2019年（平成31年）現在は富山市の管理する呉羽山公園八ヶ山広場となっている。2010年（平成22年）には「とやまの近代歴史遺産百選」のうちの一つに選ばれた。

## 歴史

### 越中鉄道による八ヶ山開発計画

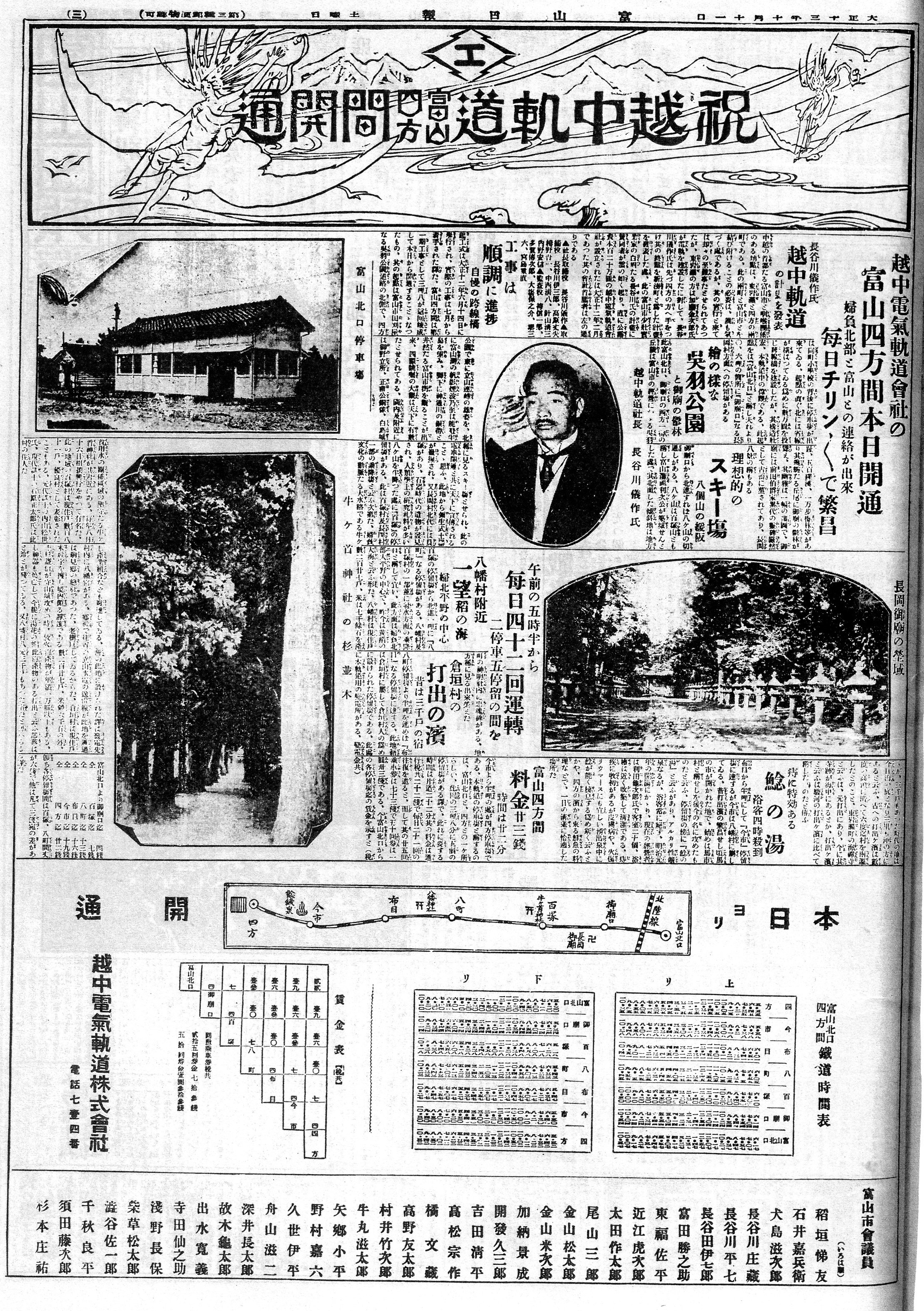
越中電気軌道の開業を報ずる新聞。八ヶ山が紹介されている。

八ヶ山においては1924年（大正13年）10月12日に越中電気軌道線富山北口停留場 - 四方停留場間が開業し、山が切り開かれて附近に御廟口停留場が開業した。その越中電気軌道は開業翌年度にあたる1925年（大正14年）度下半期には早くも欠損金を計上し、1928年（昭和3年）度に至って累積赤字は23万円以上に達する経営状況で、打出浜に海水浴場を整備したり、和合浦に新駅を設置するなどして観光客の誘致に努めていた。このような沿線観光開発の一環として、越中鉄道においては八ヶ山に遊園地を造成すべく1929年（昭和4年）6月15日に旧来の御廟口駅を廃止して、新たな駅（新御廟口駅のちに八ヶ山駅）を八ヶ山に設けた。当時の新聞は次のように越中鉄道の八ヶ山遊園地化計画を報道している。
この八ヶ山開発を指揮していたのは、婦負郡百塚村出身の実業家石原正太郎で、彼は鉄道と遊園地を結びつけて旅客の誘致に成功した他都市の例に着想を得て、八ヶ山への遊園地建設を画策し、越鉄運輸興業が設立されるや早速八ヶ山一帯の桃畑や雑木林を買収したといわれる。

### 戦前の繁栄

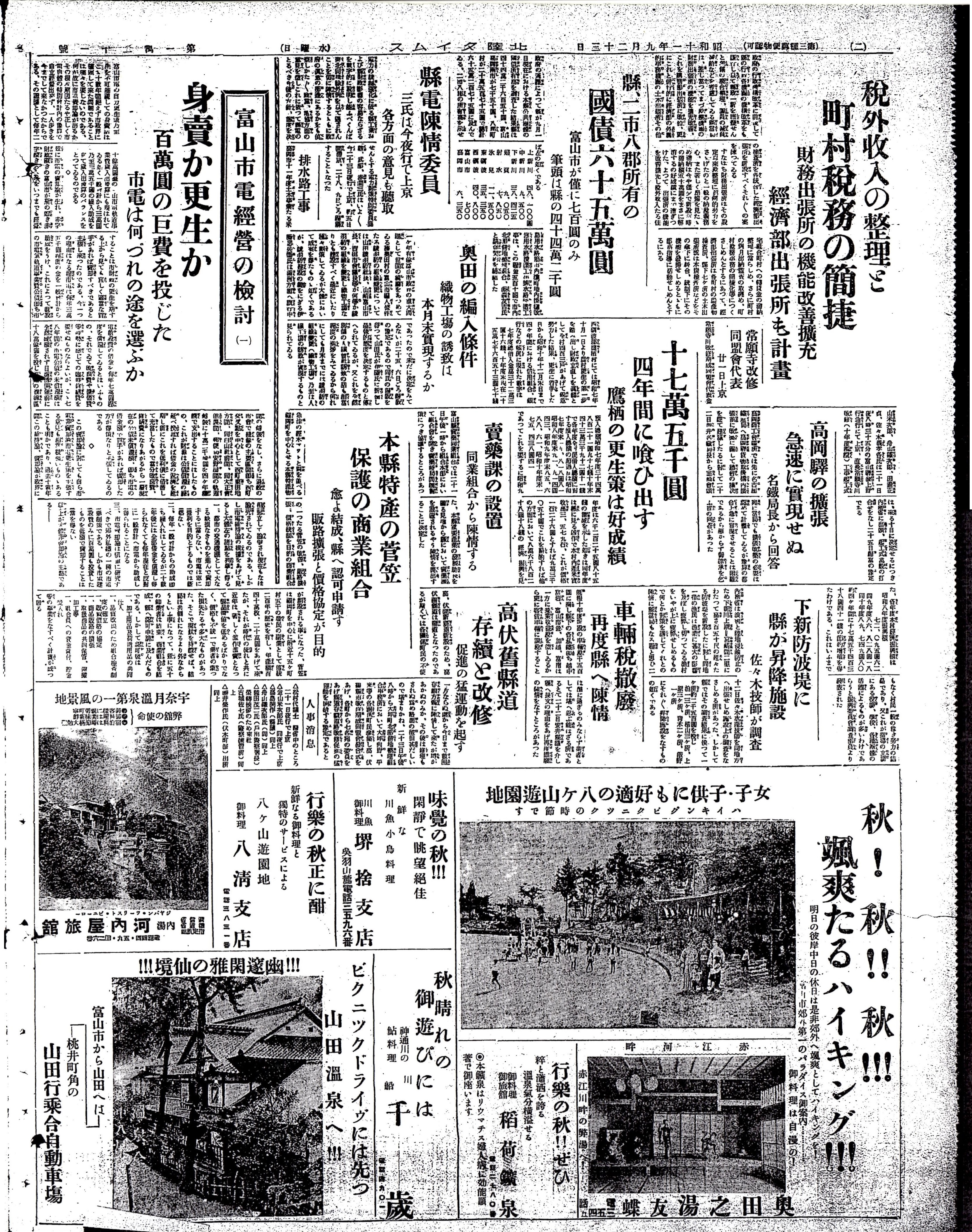
当時の新聞に掲載された八ヶ山遊園の広告

この八ヶ山一帯は元来「其北面した傾斜地は地方稀に見るスキー場」として「電車開通と共に天下に宣伝される」と言われていたところであったが、1929年（昭和4年）11月25日に内山富山高等学校教授と金子清五郎が当地を踏査したところ、八ヶ山はスキー場として絶好の場所であることが再確認され、この調査結果をもととして越中鉄道においてはスキー場を造成すべく工事に着手した。当時の新聞は「同所は富山市に近く交通便もすこぶる良好なのでスキーフアンを感激せしめるものとして飲食店、休憩所などの設備をなすと同時に、温浴場をも設置せんとしているから、今冬はスキーフアンで賑はふであらう」と予想している。スキーは新しきスポーツとして人気を集めつつあったが、富山近郊においてスキー場といえば上滝スキー場のほかにないというのが当時の状況であった。
そして1929年（昭和4年）の冬に八ヶ山遊園は開場した。石原正太郎は開場にあたって富山市の八人町小学校の寺尾・川上両教諭に『八ヶ山スキー場唄』の作詞作曲を依頼し、これを印刷して市内各学校に配布し宣伝に努めた。スキー場にはジャンプ台や貸スキー板100台が用意され、山上には休憩所、売店および簡易食堂が設けられた。山上の休憩所は「三階楼」と称する三階建ての建物で、中には浴場設備があり、上からは立山連峰が眺望できた。
その後は通年利用を図って運動広場や動物園などが整備された。円形の運動広場の表土には水はけをよくするために炭が敷き込まれ、スタンドが設けられ、また周囲を取り囲むように植込みがなされた。この運動場においては毎週のように地元の職場運動会や宴会等の催しが行われ、周辺地域の連合運動会やバレーボール大会の会場にもなったという。加えて広場の西側にあたる傾斜地には水路を巡らせ、人口の滝や石塔が整備された庭園が設けられ、広場の東側には越中鉄道線を跨ぐ太鼓橋を通る散策路が作られた。この太鼓橋を渡ったところには、ブランコ、滑り台、シーソー等の遊戯設備があり、遠足の季節になると小学生の歓声がこだましたといわれる。

### 戦後の衰退
こうして八ヶ山遊園は戦前においては県内有数の観光地として知られ、多くの人々が鉄道を利用して訪れたが、その経営にあたっていた越中鉄道は1943年（昭和18年）1月1日に実施された交通統合によって富山地方鉄道に吸収された。八ヶ山遊園の管理者は富山市に移ったが、かつての呼び物であったスキー場は元来小規模であったため、戦後に各地で開発されたリフト付きのスキー場に客が流れてさびれ、山上の三階楼は廃業した。また、昭和30年代から大川寺遊園の整備が進んだことも客足の減少に拍車をかけた。八ヶ山へ多くの人々を運び、越中鉄道から富山地方鉄道へ移管された射水線も、1980年（昭和55年）4月1日に廃止されている。
富山市は1976年（昭和51年）12月28日から八ヶ山を初級スキー場として開放し、1979年（昭和54年）にはチビっ子冒険村と称して遊具設備を整備するなどしたが、それも一時的なものに終り、夏場は草が生い茂っている。また、戦前の運動広場は地元住民のゲートボール練習場として利用されている。広場の奥には八ヶ山遊園の開業に尽力した石原正太郎の記念碑が残されている。

## 註釈

### 註釈
1. ↑  越中電気軌道線は当初軌道法による軌道線として開業したが、1926年（大正15年）3月31日にその変更許可方申請を行い、同年11月29日にその認可を得て、1928年（昭和3年）1月1日より地方鉄道法の適用を受ける鉄道線に変更した[12]。これがため、1927年（昭和2年）2月23日より社名を越中電気軌道より越中鉄道へ変更している[12]。
2. ↑  1872年（明治5年）2月9日生、1917年（大正6年）11月1日衆議院議員当選（第13回衆議院議員総選挙）、1943年（昭和18年）12月19日没[17][18]。満洲に電気・瓦斯等の事業を興し、1915年（大正4年）の帰国後は伏木 - 北鮮・浦塩間の定期航路開設や電気、鉄道、林業等幅広い事業に尽力した[17]。